# Jastrzębie Górne (Łódź)
Pour les articles homonymes, voir Jastrzębie Górne.
Jastrzębie Górne est une localité polonaise de la gmina d'Aleksandrów Łódzki, située dans le powiat de Zgierz en voïvodie de Łódź.